# Discocolla nectrioides
Discocolla nectrioides är en svampart som beskrevs av Dearn. & House 1940. Discocolla nectrioides ingår i släktet Discocolla, divisionen sporsäcksvampar och riket svampar.   Inga underarter finns listade i Catalogue of Life.